# Tangla polyzonalis
Tangla polyzonalis là một loài bướm đêm trong họ Crambidae.